# MOI Kompong Dewa FC
MOI Kompong Dewa FC es un club de fútbol camboyano originario de Sihanoukville, provincia de Preah Sihanouk. Históricamente conocido como Policía Nacional ( នគរបាលជាតិ), el club cambió su nombre por el de Ministerio del Interior FA ( សមាគមកីឡាបាល់ទាត់ក្រសួងមហាផ្ទៃ ) en la temporada 2024-25, bajo la administración del Ministerio de Interior de Camboya, antes de adoptar su nombre actual, MOI Kompong Dewa FC en el año 2025.  Ganaron su primer y único título de liga camboyano en el año 2000. 